# Agar MacConkey
L'agar MacConkey è un terreno di coltura solido selettivo e differenziale, ideato da Alfred Theodore MacConkey, selettivo per i batteri Gram negativi.

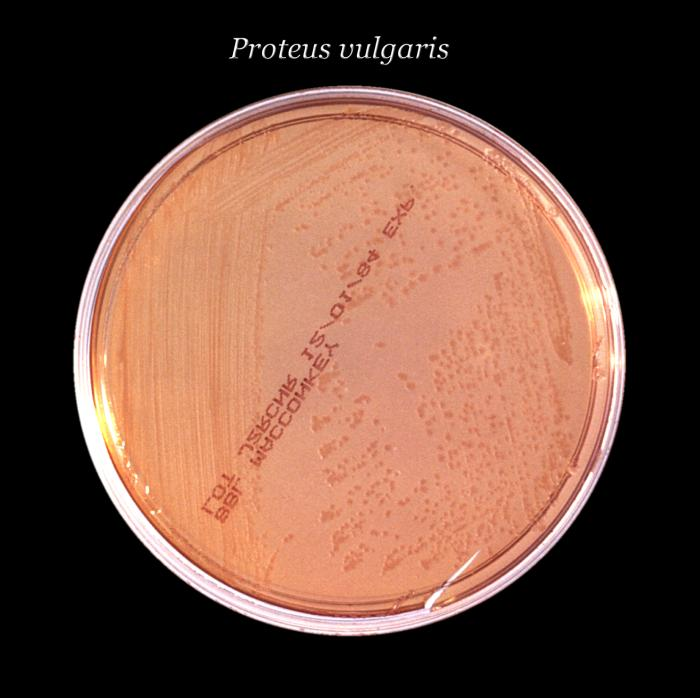
Una coltura di Proteus vulgaris, un tipico batterio non fermentante il lattosio, su una piastra di agar MacConkey. Si notino le colonie prive di colorazione.

In questo terreno, infatti, sono presenti sia il cristalvioletto che i sali biliari i quali sono in grado di inibire la crescita dei batteri Gram positivi (ed anche quella dei Gram negativi più esigenti dal punto di vista nutrizionale).

L'agar MacConkey contiene, inoltre, il lattosio come unica fonte di carboidrati ed il rosso neutro (un colorante che vira al rosso allorché il pH del mezzo scende al di sotto di 6,8). I batteri che fermentano il lattosio si presentano sotto forma di colonie con varie sfumature di rosso poiché producono acidi misti che fanno scendere il pH. I batteri che non fermentano il lattosio, invece, formano colonie trasparenti od incolori.
A seconda dell'intensità della fermentazione si possono distinguere vari gruppi di batteri:
- batteri fortemente fermentanti il lattosio che producono colonie rosse con un'area circostante di precipitazione dei sali biliari (ad esempio Escherichia);

- batteri fermentanti il lattosio seguendo la via 2,3-butilenglicole producono colonie rosse senza la precipitazione dei sali biliari (ad esempio Enterobacter, Klebsiella);

- batteri debolmente fermentanti il lattosio che formano colonie che possono apparire, dopo 24 ore, incolore per poi diventare lievemente rosate tra le 24 e le 48 ore (ad esempio Citrobacter, Providencia, Hafnia e Serratia).

Batteri come Pseudomonas aeruginosa e dei generi, Proteus, Edwardsiella, Shigella e Salmonella  danno colonie incolori o trasparenti (anche se raramente può non essere così).

## Composizione del terreno
| Peptone          | 17 g           |
| Polipeptone      | 3 g            |
| Cloruro di sodio | 5 g            |
| Lattosio         | 10 g           |
| Sali biliari n°3 | 1,5 g          |
| Cristalvioletto  | 0,001 g        |
| Rosso neutro     | 0,03 g         |
| Agar agar        | 13,5 g         |
| Acqua distillata | q.b. a 1 litro |